# Alliin
Alliin ist eine nicht-proteinogene, schwefelhaltige Aminosäure. Erstmals 1950 von den Schweizer Chemikern Arthur Stoll und Ewald Seebeck beschrieben, ist Alliin ein natürlicher Inhaltsstoff von verschiedenen Laucharten, wie Bärlauch und vor allem Knoblauch.

## Vorkommen

Alliin (1) wird durch die Alliinase zu Allylsulfensäure (2) sowie Dehydroalanin (3). Letztere Komponente ist instabil und zerfällt zu Ammoniak und Brenztraubensäure.

Zwei Moleküle Allylsulfensäure kondensieren dann zu Allicin.

Zwiebeln der Lauchgewächse enthalten sowohl Alliin als auch das Alliin-spaltende Enzym Alliinase (Alliin-Lyase, EC 4.4.1.4, eine Sulfenatlyase), jedoch nicht in denselben Zellen oder Zellkompartimenten.

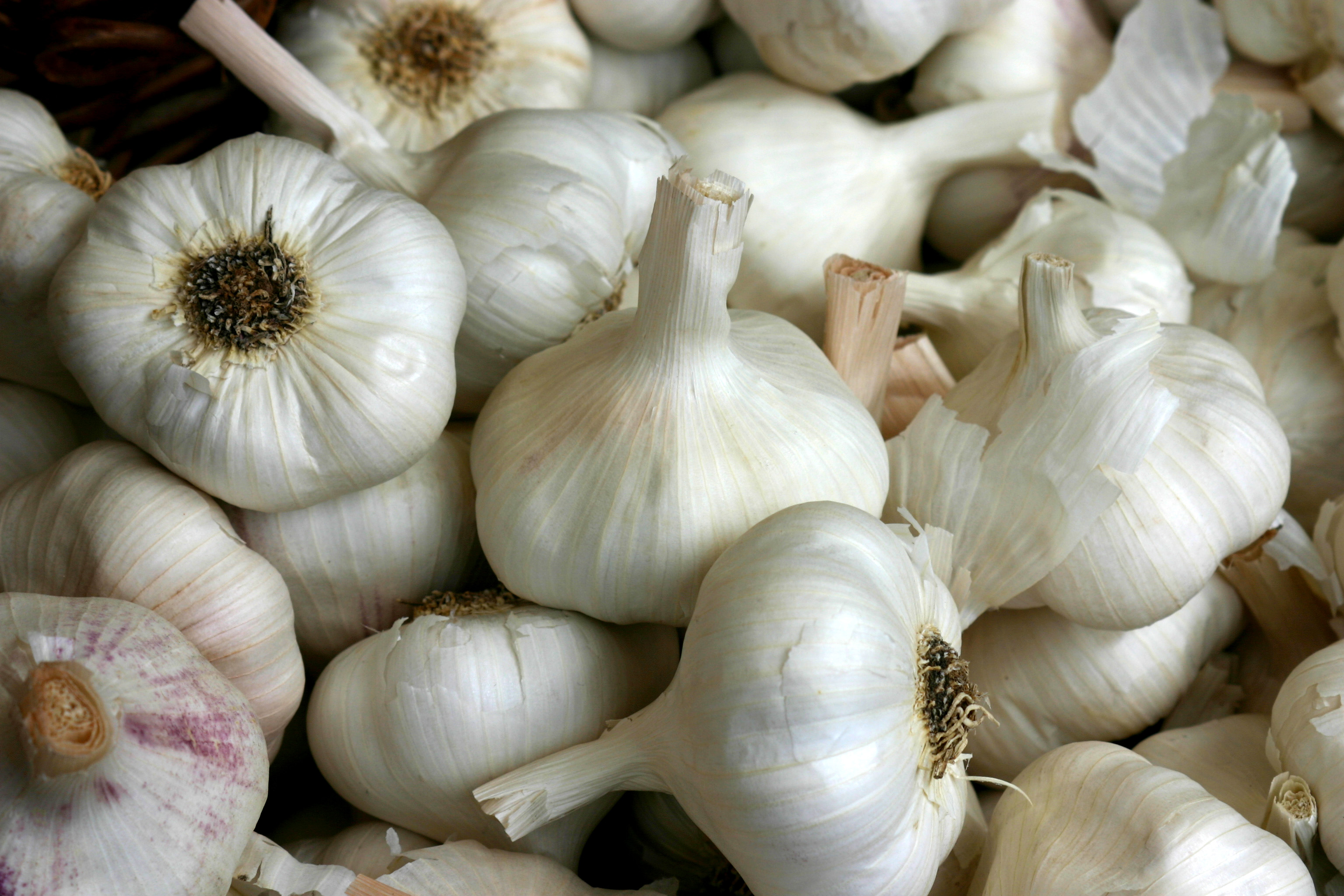
Knoblauch

In frischem Knoblauch liegt der Alliingehalt bei 0,5 bis 1 % (bzw. 5 bis 14 mg/g), das Enzym erreicht Werte von bis zu einem Prozent.
Alliin wird in intakten Zellen im Zytoplasma gespeichert, die Alliinase dagegen in den Vakuolen; weiterhin findet sich in der Pflanze Alliin hauptsächlich in den Zellen des Mesophylls, während das Enzym hauptsächlich in den die Leitbündel umgebenden Zellen anzutreffen ist. Bei Beschädigung des pflanzlichen Gewebes und der Zellstruktur– etwa durch Fraßschäden oder durch Zerschneiden – können die Alliinase und ihr geruchloses Substrat Alliin in Kontakt treten. Eine Kette chemischer Reaktionen wird in Gang gesetzt, bei der das zytotoxische (zelltötende) Allicin entsteht, das für den typischen Geruch des Knoblauchs verantwortlich ist.

## Biologische Bedeutung
Der biologische Nutzen der Alliin-Alliinase-Reaktion für die Pflanze liegt in der Bereitstellung eines antibiotischen Abwehrsystems gegen schädliche Parasiten, Mikroorganismen und bestimmte Fressfeinde, wie beispielsweise Insekten. Alliin und Isoalliin lösen die kokumi-Geschmackswahrnehmung aus.

## Eigenschaften
Alliin ist chemisch von der für den Menschen essentiellen schwefelhaltigen Aminosäure Cystein abgeleitet und stellt eine Vorstufe des pharmakologisch wirksamen Allicins dar.
Als Sulfoxid ist das Schwefelatom im Alliin pyramidal koordiniert und ein Chiralitätszentrum.